# Joanne McTaggart
Joanne McTaggart, född 29 november 1954, är en kanadensisk friidrottare. Hon deltog vid olympiska sommarspelen 1976.